# Théorème (album de Bilal Hassani)
Pour les articles homonymes, voir Théorème (homonymie).
Albums de Bilal Hassani
Contre soirée
(2020) Héritage (best of)
(2023)
Singles
1. Il ou Elle
Sortie : 3 juin 2022
2. Transfert Trottinette
Sortie : 27 juillet 2022
3. Tout est OK
Sortie : 9 septembre 2022
4. Marathon
Sortie : 14 février 2023
5. Iconic
Sortie : 18 Mai 2023
6. New Dimension
Sortie : 6 Juin 2023

Théorème est le troisième album studio de Bilal Hassani, sorti le 7 octobre 2022, produit par la House of Hassani.
Le titre de l'album fait référence au film Théorème de Pier Paolo Pasolini. L'album aborde différentes thématiques telles que celles du traumatisme, la santé mentale, le genre de la guérison et de la recherche du bonheur et de l'amour à travers les épreuves.
Théorème opère une différence par rapport au second album studio, l'artiste souhaitant se reconnecter avec la chanson française. Pour ce projet, Bilal a travaillé avec divers producteurs comme GrandMarnier du groupe Yelle, Sutus ou encore le DJ français TEPR. GrandMarnier est le producteur exécutif de l'album et Ronan Querrec est chargé de la direction artistique. 
Trois singles précèdent la sortie de l’album : Il ou Elle, sorti le 3 juin 2022, Transfert Trottinette, sorti le 22 juillet et Tout est Ok, sorti le 9 septembre, jour de l'anniversaire de l'artiste.

## Classements
| Classements hebdomadaires (2023) | Meilleure position |
| -------------------------------- | ------------------ |
| France (SNEP Megafusion)         | 43                 |
| France (SNEP Physique)           | 14                 |

## Liste des titres
| Théorème | Théorème              | Théorème | Théorème | Théorème | Théorème | Théorème | Théorème | Théorème | Théorème |
| No       | Titre                 | Durée    |          |          |          |          |          |          |          |
| -------- | --------------------- | -------- | -------- | -------- | -------- | -------- | -------- | -------- | -------- |
| 1.       | Il ou Elle            | 2:47     |          |          |          |          |          |          |          |
| 2.       | Tout est OK           | 2:59     |          |          |          |          |          |          |          |
| 3.       | Amen moi              | 3:21     |          |          |          |          |          |          |          |
| 4.       | Marathon              | 3:14     |          |          |          |          |          |          |          |
| 5.       | Transfert trottinette | 2:39     |          |          |          |          |          |          |          |
| 6.       | Quelle heure est-il   | 1:59     |          |          |          |          |          |          |          |
| 7.       | La fête               | 3:08     |          |          |          |          |          |          |          |
| 8.       | De la hauteur         | 3:10     |          |          |          |          |          |          |          |
| 9.       | Millionnaire          | 2:49     |          |          |          |          |          |          |          |
| 10.      | Intersidérale         | 3:37     |          |          |          |          |          |          |          |
| 29:43    |                       |          |          |          |          |          |          |          |          |

| Théorème (Iconic Edition) | Théorème (Iconic Edition) | Théorème (Iconic Edition) | Théorème (Iconic Edition) | Théorème (Iconic Edition) | Théorème (Iconic Edition) | Théorème (Iconic Edition) | Théorème (Iconic Edition) | Théorème (Iconic Edition) | Théorème (Iconic Edition) |
| No                        | Titre                     | Durée                     |                           |                           |                           |                           |                           |                           |                           |
| ------------------------- | ------------------------- | ------------------------- | ------------------------- | ------------------------- | ------------------------- | ------------------------- | ------------------------- | ------------------------- | ------------------------- |
| 1.                        | Gorgeous                  | 1:19                      |                           |                           |                           |                           |                           |                           |                           |
| 2.                        | Iconic                    | 2:53                      |                           |                           |                           |                           |                           |                           |                           |
| 3.                        | Darkside                  | 3:21                      |                           |                           |                           |                           |                           |                           |                           |
| 4.                        | New Dimension             | 3:05                      |                           |                           |                           |                           |                           |                           |                           |
| 5.                        | Sleep Tight               | 3:38                      |                           |                           |                           |                           |                           |                           |                           |
| 14:16                     |                           |                           |                           |                           |                           |                           |                           |                           |                           |

## Promotion
Le 20 mai 2022, Bilal Hassani annonce via les réseaux sociaux l’arrivée de son nouveau projet sur lequel il a travaillé en collaboration avec le directeur artistique Ronan Querrec, les producteurs du groupe Yelle (GrandMarnier et TEPR) et Sutus et le styliste Nikita Vlassenko. La photo accompagnant l'annonce montre le chanteur sans perruque habillé d’un long manteau noir. Les jours suivants, l’artiste dévoile d'autres affiches promotionnelles tournant autour du genre.
Le 24 mai 2022, Bilal annonce l’arrivée du single : “Il ou Elle” qui sera disponible le 3 juin pour le mois des fiertés.
L’artiste se présente sur le tapis rouge du festival de Cannes le 25 mai 2022 avec une pièce Stockman[Quoi ?] de la maison Martin Margiela sorti en 1997 dans la collection « Semi-couture »[source secondaire nécessaire]. Cette tenue montre le passage du traumatisme et la reconstruction après cet événement.
Les 31 mai et 1er juin 2022, Bilal Hassani annonce sa collaboration avec Virgin Music France, pour la distribution de son nouvel album, ainsi qu’avec Live Nation France pour présenter ses prochaines dates musicales[source secondaire souhaitée].
Pour la sortie du single , Bilal sort le clip du morceau réalisé par Raquel San Nicolas et tourné à Barcelone, le clip sera nommé dans 3 catégories de la sélection 2023 de l'évènement Berlin Commercial, "Cultural impact" "Costume styling" et "Casting".
Bilal est ensuite pour son retour sur scène au concert de la Marche des fiertés organisé dans le parc Disneyland Paris le 12 juin 2022. Il y joue des titres de ses précédents projets.
Le 14 juillet 2022, Bilal apparait en tant qu'invité dans l'émission Drag Race France[source secondaire souhaitée]. Le 17 juillet 2022, l'artiste se produit à son 1er festival, Lollapalooza Paris.
Durant le mois d'août, l'artiste organise une soirée à l'Hôtel Mahfouf afin de dévoiler la pochette de son nouvel album Théorème, il performera à cette soirée les 2 singles récemment dévoilés ainsi qu'un nouveau titre Tout est Ok. Le single sera dévoilé par surprise le 9 septembre 2022 pour l'anniversaire de Bilal[source secondaire souhaitée].
Après plusieurs apparitions sur scène, à la télé et à la radio, Bilal Hassani organise le 3 octobre 2022 un concert dans le cabaret le Crazy Horse pour présenter son album.
Le 7 octobre 2022, l'album Théorème est dévoilé et le soir même Bilal interprète un medley de l'album en direct sur le plateau de la douzième saison de Danse avec les stars (France)[source secondaire souhaitée].
Pour terminer l'année 2022, l'artiste italienne Myss Keta invite Bilal sur un remix de son titre SCANDALOSA[source secondaire souhaitée]. Bilal invitera l'artiste italienne à défendre leurs collaboration lors de son concert à La Gaité Lyrique à Paris[source secondaire souhaitée].
Le 14 février 2023, Bilal Hassani annonce que le titre Marathon sera le 4e single de son album[source secondaire souhaitée]. Quelques jours plus tard il y dévoile un clip sensuel réalisé par Alexis Langlois accompagné de l'acteur de films X gay François Sagat. Ce clip est alors jugé comme inapproprié et fait l'objet de nombreuses plaintes sur les réseaux sociaux accusant l'artiste de promouvoir de la pornographie auprès de son public.[source secondaire nécessaire] Ce scandale pousse l'artiste à annuler sa date à Metz sous la pression de groupes extrémistes ayant prévus de faire un attentat dans la salle de spectacle. Pour répondre à cette haine l'artiste interprète le titre Laissez moi danser de Dalida sur le plateau de C à vous[source secondaire souhaitée] puis fait un tour du côté du Quotidien le 11 avril 2023 où elle a performé son titre Intersidérale[source insuffisante].
Le 16 mai 2023, l'artiste dévoile un mystérieux teaser où l'on peut[style à revoir] lire « Théorème is not over » annonçant une suite pour l'album[source secondaire souhaitée]. Le 18 mai il dévoile son titre Iconic après des mois d'attente et fait son retour sur le tapis rouge du festival de Cannes portant une robe de la dernière collection de Alexander McQueen[source secondaire nécessaire]. Il annonce ensuite que Théorème (Iconic Edition) sera disponible le 2 juin 2023 pour célébrer le mois des fiertés[source secondaire souhaitée]. La réédition est composée de 4 titres issus de son projet ViEsage ainsi qu'un titre inédit appelé New Dimension[source secondaire souhaitée]. Bilal a fait plusieurs apparitions sur scène pour défendre ce titre notamment au Psychodon où l'artiste a pu défendre son titre sur la scène de l'Olympia, la salle ou il a performé son tout premier concert solo[source secondaire souhaitée]. 
L'artiste s'est ensuite concentré sur le tournage du film Les Reines du drame réalisé par Alexis Langlois qui a réalisé le clip du titre Marathon[source secondaire souhaitée].

## Théorème Tour
Le 9 décembre 2022, Bilal annonce le Théorème Tour avec 6 dates françaises et 6 showcases européens.

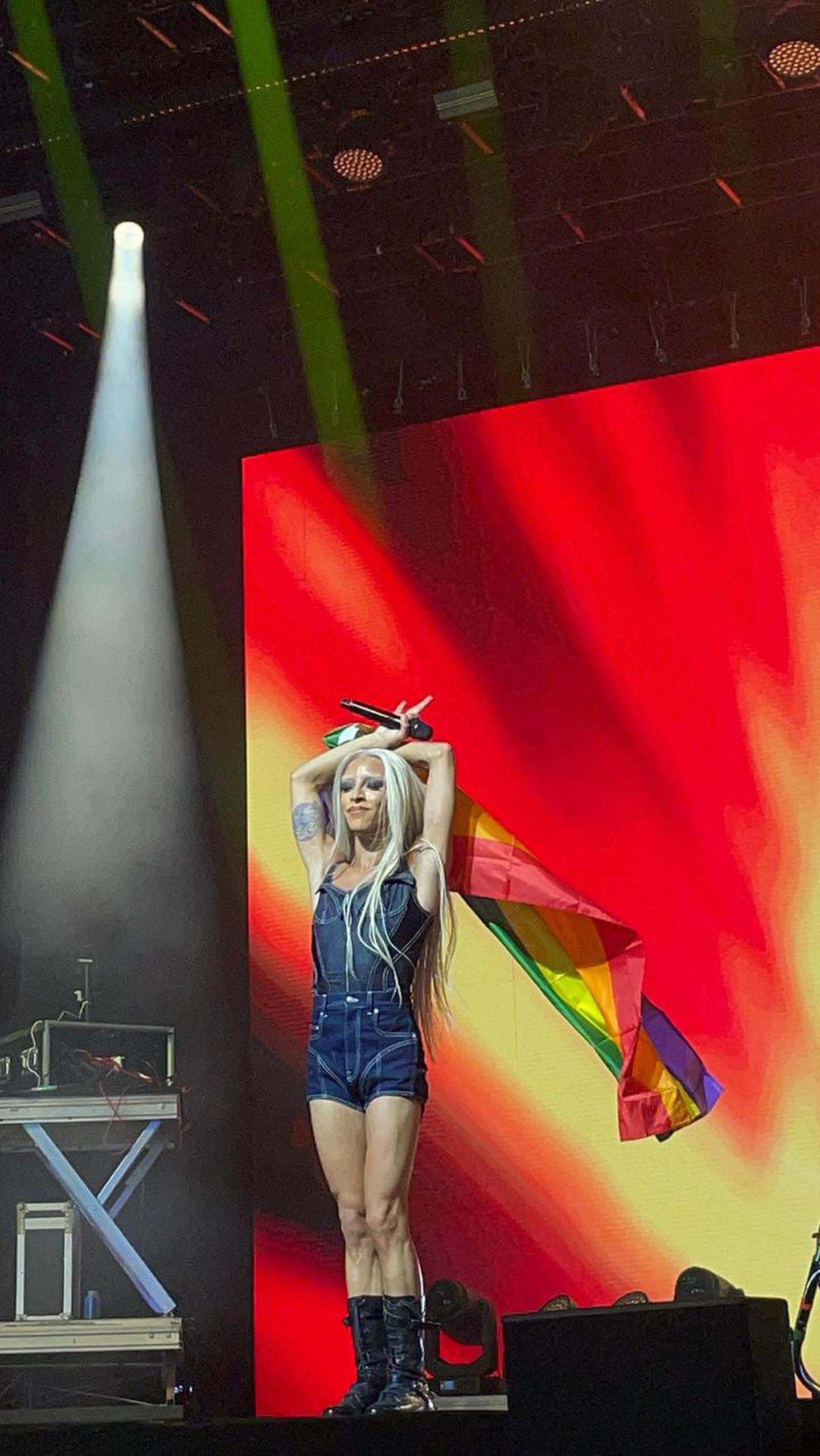
Bilal Hassani - Olympiade Culturelles 2023 de Paris

| Dates             | Ville             | Pays        | Lieu                             |
| ----------------- | ----------------- | ----------- | -------------------------------- |
| 12 juin 2022      | Paris             | France      | Disneyland Paris Pride*          |
| 17 juillet 2022   | Paris             | France      | Lollapalooza*                    |
| 17 septembre 2022 | Paris             | France      | Paris Paradis*                   |
| 28 septembre 2022 | Paris             | France      | Crazy Horse                      |
| 14 décembre 2022  | Paris             | France      | La Gaieté Lyrique                |
| 26 mars 2023      | Bruxelles         | Belgique    | Flash Tea Dance                  |
| 5 avril 2023      | Metz              | France      | Église Saint-Pierre-aux-Nonnains |
| 7 avril 2023      | Toulouse          | France      | Le Metronum                      |
| 16 avril 2023     | Londres           | Royaume-Uni | Here at Outernet                 |
| 16 avril 2023     | Londres           | Royaume-Uni | Heaven                           |
| 23 avril 2023     | Condette          | France      | Château d’Hardelot               |
| 25 avril 2023     | Bordeaux          | France      | Théâtre Trianon                  |
| 29 avril 2023     | Rennes            | France      | L'Emc2                           |
| 1er juin 2023     | Bois de Vincennes | France      | Olympiade Culturelles 2023*      |
| 10 juin 2023      | Lyon              | France      | Azar Club                        |
| 26 juin 2023      | Paris             | France      | Soho House                       |
| 1er juillet 2023  | Marseille         | France      | Dock des Suds                    |
| 16 septembre 2023 | Essonne           | France      | Fête de l’Humanité*              |